# Видео-клип
Видео-клип (енгл. video clip) или само клип (clip), краткотрајна је уметничка секвенца кадрова. Видео клипови се најчешће користе за оглашавање робе и услуга и за визуелну пратњу аудио композиција на телевизији. Уметност снимања и уређивања видео-клипова издваја се као засебна кратка подврста филма. Клипови обично имају више „фракцијску” инсталацију, у поређењу са кратким филмовима, и чешће користе специјалне ефекте.

## Музика
Музички видео-клип је намењен да визуелно илуструје песму или музичку композицију. Видео-снимци се углавном користе за приказивање на телевизији или на интернету. Такође, снимци из клипова често прате извођење песме на концертима. Користе се за промоцију албума или једног на телевизији.
Први видео клипови у формату кратких филмова за музику појавили су се почетком 20. века, али су добили прави развој шездесетих година на Би-Би-Сију. Са ширењем телевизије, клипови су постали важан део промоције уметника. Раније су обожаваоци могли да виде своје идоле углавном на концертима и фотографијама, али сада је постало једнако важно да поп извођачи праве квалитетне и оригиналне видео-клипове, као и да наступају уживо. Најзначајнији догађај у историји музичког спота био је наступ 1979. године на МТВ каналу, који је учврстио модерну културу видео-клипа.
Музичке спотове популарних извођача снимају професионални редитељи. Индивидуални клипови зависно о буџету могу премашити и неколико милиона долара. У скупим клиповима укључени су професионални глумци, специјални ефекти, компјутерска графика. Истовремено, постоје и музички спотови као концертни спот (професионално снимање концертног дела који се користи за промоцију на телевизији) и анимирани спот у којем се анимирани видео-снимак надовезује на музику.

## Филм
Видео-клипови, као уметничка форма, настали су из целокупне кинематографије седамдесетих година прошлог века, која је тражила нове форме мјузикла и живописнију презентацију музичког материјала. У таквим филмовима, режисери су користили технике компоновања видео секвенце на основу песме, користећи сцене и ефекте који нису директно повезани са тренутном радњом.
Филмски видео-клипови (независне филмске епизоде) с овим видео дизајном су касније кориштени као одвојени завршени радови. И у овом облику су емитовани на телевизији и пуштени на видео носаче.